# لارو مارتن
لارو مارتن (بالإنجليزية: LaRue Martin)‏ مواليد 30 مارس 1950 في شيكاغو، هو لاعب كرة سلة أمريكي سابق. بدأ مسيرته الاحترافية في سنة 1972. تم اختياره من قبل فريق بورتلاند ترايل بلايزرز خلال الدرافت. يحمل الرقم 35. يبلغ طوله 6 قدم 11 بوصة (2.1 م). اعتزل اللعب في 1976. أحرز خلال مسيرته في الإن بي إيه 1430 نقطة بمعدل 5.3 نقاط في المباراة الواحدة.

## روابط خارجية
- لارو مارتن على موقع إن بي أي (الإنجليزية)
- لارو مارتن على موقع سبورتس رفرنس (الإنجليزية)
- لارو مارتن على موقع كلية كرة السلة في سبورتس رفرنس.كوم (الإنجليزية)
- لارو مارتن على موقع ريلجم (الإنجليزية)
- لارو مارتن على موقع بروبوليرز (الإنجليزية)